# Iszkra–3
Az Iszkra–3 (oroszul: Искра–3) 1982-ben indított szovjet rádióamatőr műhold volt.

## Jellemzői
A műholdat az 1982. október 31-én egy Szojuz–U hordozórakétával indított Progressz–16 teherűrhajó fedélzetén szállították a Szaljut–7 űrállomásra. Az Iszkra–3-t 1982. november 18-án az űrállomás első váltása (EO–1) állította önálló pályára a Szaljut–7 űrhulladék eltávolítására szolgáló zsilipkamráján keresztül. Az alacsony Föld körüli pályán keringő műhold periódusideje 91,59 perces, a pályasík elhajlása 51,64° volt. A 0,00111 excentricitású elliptikus pálya perigeuma 349 km, apogeuma 356 km volt.
Tömege 28 kilogramm. Energiaellátását napelemek biztosították.
1982. december 16-án, 29 nap keringés után belépett a légkörbe és megsemmisült.